# جمعية نقاد البث السينمائي
جمعية نقاد البث السينمائي (BFCA) تجمع ما يقرب من 250 ناقدا من التلفزيون والإذاعة ومن النقاد على الانترنت. تأسست في عام 1995، وتعد هي أكبر منظمة نقاد سينمائية في الولايات المتحدة وكندا. وهي معروفة أيضا بجوائز اختيار النقاد للأفلام التي تقدمها سنويا منذ 1995.
المنظمة أيضا ترعى موقع criticschoice.com ، وهو موقع اجتماعي يقوم باجراء المقابلات ويعلن عن فيلم الشهر ويقوم بالتوصية بعدد من الأفلام على مدار العام بحسب النقاط التي يحصل عليها من خلال قرعة تجرى بين النقاد.